# Joan of Arc (Little Mix)
Joan of Arc è un brano musicale del girl group britannico Little Mix, pubblicato il 2 novembre 2018 come primo singolo promozionale dal loro quinto album LM5.

## Descrizione
Joan of Arc è stata scritta da Leigh-Anne Pinnock, Jade Thirlwall, Hanni Ibrahim, Patrick Patrikios, Philip Plested e Alexandra Shungudzo Govere, da Loosechange che ha curato la produzione. È stato poi mixato da Wez Clarke e masterizzato da Randy Merrill.
È una canzone trap-pop con un beat hip hop. Il testo include temi e messaggi di empowerment femminile e di indipendenza.

## Accoglienza
Mike Nied di Idolator l'ha definita "un inno femminista", oltre a trovare delle somiglianze con le canzoni del loro album Glory Days. Brooke Bajgrowicz di Billboard ha notato che "le ragazze continuano ad affermare la loro indipendenza".